# Fernand Foureau

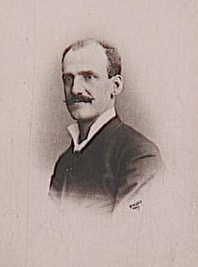
Fernand Foureau

Fernand Foureau (* 17. Oktober 1850 in Saint-Barbant; † 17. Januar 1914 in Paris) war ein französischer Afrikaforscher. Er leitete die Mission Foureau-Lamy, die von 1898 bis 1900 eine Durchquerung der Sahara und weiterer Gebiete in Afrika leistete. Zuletzt war er Gouverneur der französischen Kolonien Komoren und Martinique.

## Leben
Fernand Foureau wurde 1870 Fourier bei der französischen Marine. Er diente während des Deutsch-Französischen Krieges in der Armée du Nord unter General Louis Faidherbe. Nach der verlorenen Schlacht bei Saint-Quentin geriet er in Koblenz in Kriegsgefangenschaft.
Nach seiner Freilassung wanderte Foureau 1876 ins französische Algerien aus. Dort versuchte er sich zunächst für kurze Zeit erfolglos als Landwirt, bis er sich Forschungsexpeditionen in die Wüste Sahara zu widmen begann. Seine erste Expedition 1876/1877 führte er gemeinsam mit Louis Say durch. Er lernte Arabisch und Berbersprachen und eignete sich als Autodidakt Kenntnisse in Astronomie, Botanik, Ethnologie und Geologie an.

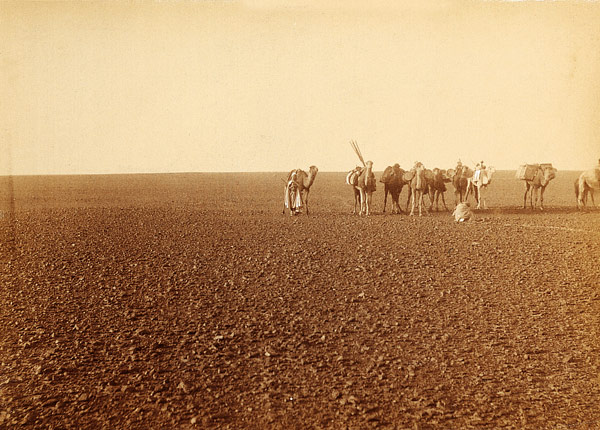
Ein von Foureau gemachtes Foto von einer Sahara-Expedition 1890

Nach dem Tod von Henri Duveyrier 1892 galt Foureau als Frankreichs führender Sahara-Experte. Bis 1898 absolvierte er insgesamt elf Wüstenexpeditionen, davon neun in staatlichem Auftrag. Er legte dabei 11.000 Kilometer zurück, von denen 9000 Kilometer den Franzosen zuvor unbekannt waren. Er bereiste unter anderem die Oasen In Salah und Ghadames, das Tademait-Plateau und die Gebirgskette Tassili n'Ajjer.
Bei Versuchen, weiter in den Süden vorzudringen, wurde er stets von Tuareg daran gehindert. Dies würde ihm nur mit kostspieliger militärischer Unterstützung gelingen. Schließlich wurde Fernand Foureau gemeinsam mit dem Offizier Amédée-François Lamy Leiter der militärisch-wissenschaftlichen Mission Foureau-Lamy, der von 1898 bis 1899 eine komplette Durchquerung der Sahara in Nord-Süd-Richtung gelang. Im Jahr 1900 erreichte die Mission den Tschadsee, wo Lamy in der Schlacht bei Kousséri fiel.
Seine Forschungsergebnisse veröffentlichte Foureau in zahlreichen Schriften, darunter die umfangreichen Documents scientifiques de la mission saharienne zur Mission Foureau-Lamy, die 1905 erschienen. Bei seinen Reisen betätigte er sich auch als Fotograf. Seine mitgebrachten Fossilienfunde galten als wissenschaftlich bemerkenswert.
Foureau wurde 1906 zum Gouverneur des französischen Protektorats der Komoren auf Mayotte ernannt. Im Jahr 1908 wirkte er zunächst als Gesandter Frankreichs bei einer internationalen Konferenz über Waffenhandel in Brüssel, bis er im Sommer desselben Jahres Gouverneur der Kolonie Martinique in der Karibik wurde. Er ging 1913 in den Ruhestand.

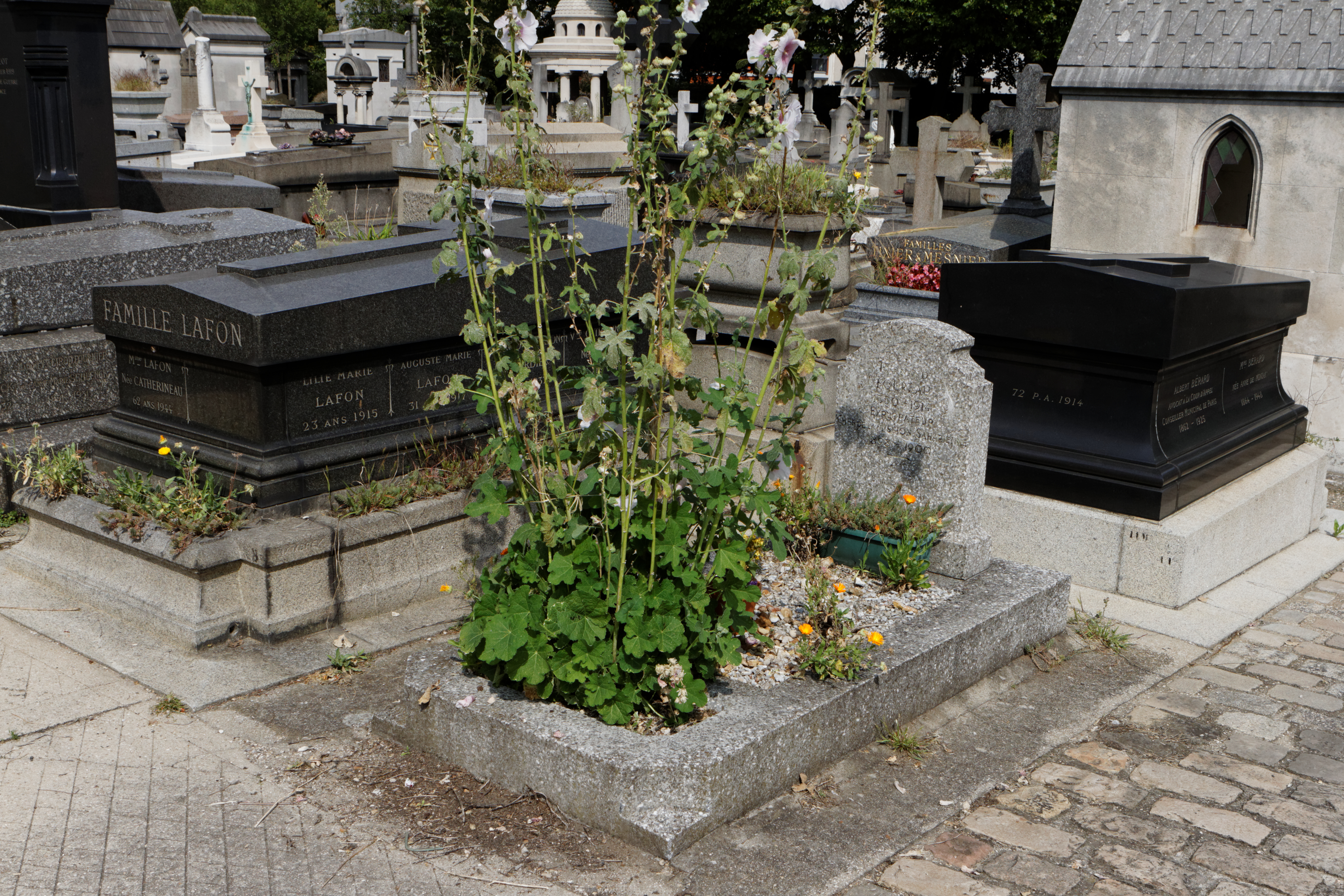
Grab von Fernand Foureau am Friedhof Père Lachaise

Fernand Foureau starb 1914 an einer Lungenentzündung und wurde auf dem Pariser Friedhof Père-Lachaise beigesetzt.

## Schriften
- Explorations dans le Sahara. In: Bulletins et Mémoires de la Société d’Anthropologie de Paris. Nr. 12, 1877, S. 563–564 (persee.fr).
- Excursion dans le Sahara algérien. Extrait du carnet de route. Denolle, Paris 1883 (gallica.bnf.fr).
- Une mission au Tademayt (Territoire d’In-Salah) en 1890. Rapport à M. le Ministre de l’Instruction Publique et a M. le Sous-Secrétaire d’État des Colonies. Schlaeber, Paris 1890 (gallica.bnf.fr).
- Une mission chez les Touareg. Conférence faite à la Société de Géographie, le 19 mai 1893. Extrait du Bulletin de la Société de Géographie. Société de Géographie, Paris 1893 (gallica.bnf.fr).
- Coup d’oeil sur le Sahara français. Simple esquisse. In: Annales de Géographie. Nr. 14, 1894, S. 61–75 (persee.fr).
- Ma mission de 1893–1894 chez les Touareg Azdjer. Le Tademayt – le Bâten et In-Salah. L’Eguélé – le Tassili des Azdjer – l’ouad Mihero. L’erg d’Issaouan. Librairies-Imprimeries Réunies, Paris 1894 (gallica.bnf.fr).
- Rapport sur ma mission au Sahara et chez les Touareg Azdjer Octobre 1893 – Mars 1894, adressé à Monsieur le Ministre de l’Instruction Publique, à Monsieur le Ministre des Colonies, à Monsieur le Gouverneur Général de l’Algérie, à l’Académie des Inscriptions et Belles-Lettres. Challamel, Paris 1894.
- Mission chez les Touaregs. Mes deux itinéraires sahariens d’octobre 1894 à mai 1895. Rapport adressé à M. le ministre de l’instruction publique, à M. le gouverneur de l’Algérie, à l’Académie des inscriptions et belles-lettres. Challamel, Paris 1895 (gallica.bnf.fr).
- Dans le Grand Erg. Mes itinéraires sahariens, de décembre 1895 à mars 1896. Rapport adressé à M. le ministre de l’instruction publique, à M. le gouverneur de l’Algérie, à l’Académie des inscriptions et belles-lettres. Challamel, Paris 1896 (gallica.bnf.fr).
- Essai de catalogue des noms arabes et berbères de quelques plantes, arbustes et arbres algériens et sahariens ou introduits et cultivés en Algérie. Challamel, Paris 1896 (gallica.bnf.fr).
- Mon neuvième voyage au Sahara et au pays Touareg. Mars–juin 1897. Rapport adressé à Monsieur le Ministre de l’Instruction Publique et à la Société de Géographie. Challamel, Paris 1898 (gallica.bnf.fr).
- Réunion d’études algériennes: Sahara, Soudan, Tchad, Congo. Conférence de M. Foureau, d’après la sténographie de M. Raynaud. Paris 1901 (gallica.bnf.fr).
- Mission saharienne Foureau-Lamy. D’Alger au Congo par le Tchad. Masson, Paris 1902 (gallica.bnf.fr).
- Documents scientifiques de la mission saharienne. Mission Foureau-Lamy d’Alger au Congo par le Tchad. Band I: Observations astronomiques. Météorologie. Orographie. Hydrographie. Topographie. Botanique. Masson, Paris 1905 (jubilotheque.upmc.fr).
- Documents scientifiques de la mission saharienne. Mission Foureau-Lamy d’Alger au Congo par le Tchad. Band II: Géologie. Pétrographie et paléontologie. Esquisse ethnographique. Notes sur la faune préhistorique. Aperçu commercial. Conclusions économiques. Masson, Paris 1905 (jubilotheque.upmc.fr).
- Documents scientifiques de la mission saharienne. Mission Foureau-Lamy d’Alger au Congo par le Tchad. Atlas (Kartograf: Verlet-Hanus). Masson, Paris 1905 (jubilotheque.upmc.fr).
- Les Populations de Mayotte. In: Bulletins et Mémoires de la Société d’Anthropologie de Paris. Nr. 8, 1907, S. 148–149 (persee.fr).

## Ehrungen

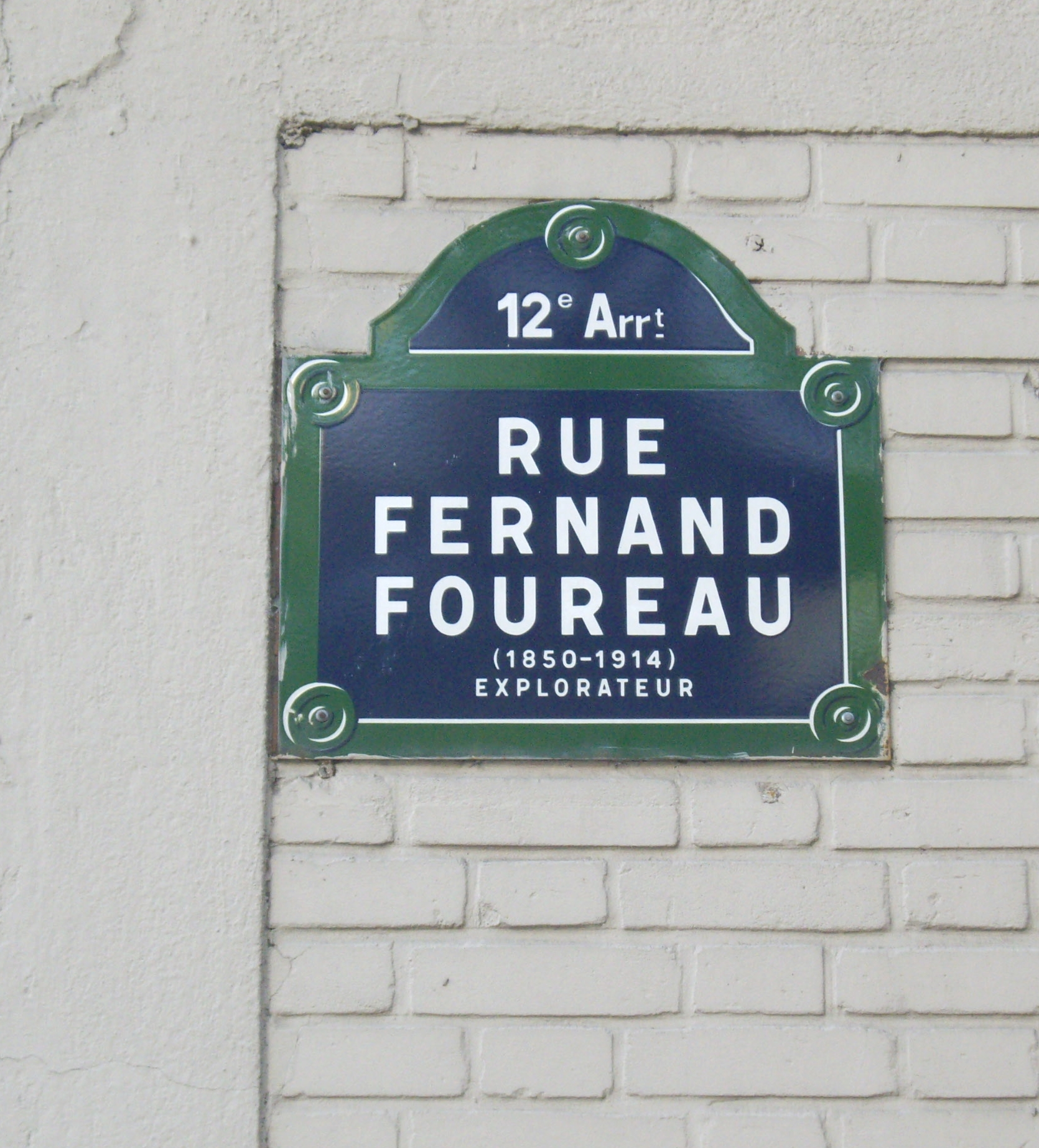
Straßenschild der Rue Fernand Foureau in Paris

Fernand Foureau wurde als Kommandeur der Ehrenlegion, Ritter des Landwirtschaftsverdienstordens, Kommandeur des Kronenordens und Großoffizier des Ordens des Drachen von Annam geehrt. Er erhielt zahlreiche Preise der Société de Géographie und anderer Gelehrtengesellschaften.
Die Stadt Kousséri in Französisch-Kamerun, gelegen gegenüber der nach Amédée-François Lamy benannten Stadt Fort-Lamy, wurde 1915 nach Fernand Foureau in Fort-Foureau umbenannt. Nach der Unabhängigkeit Kameruns 1960 erhielt sie wieder ihre frühere Bezeichnung. Seit 1930 trägt die Rue Fernand Foureau, eine Straße im 12. Pariser Arrondissement, den Namen des Afrikaforschers. Die Straßenbenennung erfolgte im Vorfeld der Pariser Kolonialausstellung von 1931.